# 余晞晉
余晞晉（英語：Hadrian Yue，2013年7月30日—），香港男童星，2022年於ViuTV劇集《野人老師》飾演小主角患有輕度自閉症的聰聰，為觀眾所熟悉。 

## 簡歷
余晞晉自少已經有不少演出經驗，幼稚園開始參與中英劇團的兒童戲劇課程，亦曾經奪得朗誦比賽冠軍。小一時與當時14歲的姊姊一同設立YouTube頻道「晉晉小發明」，由姊姊負責剪片後製，晞晉負責出鏡。

## 演出作品

### ViuTV劇集
| 首播   | 劇名     | 角色 |
| ------ | -------- | ---- |
| 2022年 | 野人老師 | 聰聰 |

## 外部連結
- 余晞晉的Instagram帳戶
- YouTube上的晉晉小發明頻道